# Meryta latifolia
Meryta latifolia är en araliaväxtart som först beskrevs av Stephan Ladislaus Endlicher, och fick sitt nu gällande namn av Berthold Carl Seemann. Meryta latifolia ingår i släktet Meryta och familjen Araliaceae. Inga underarter finns listade.

## Bildgalleri

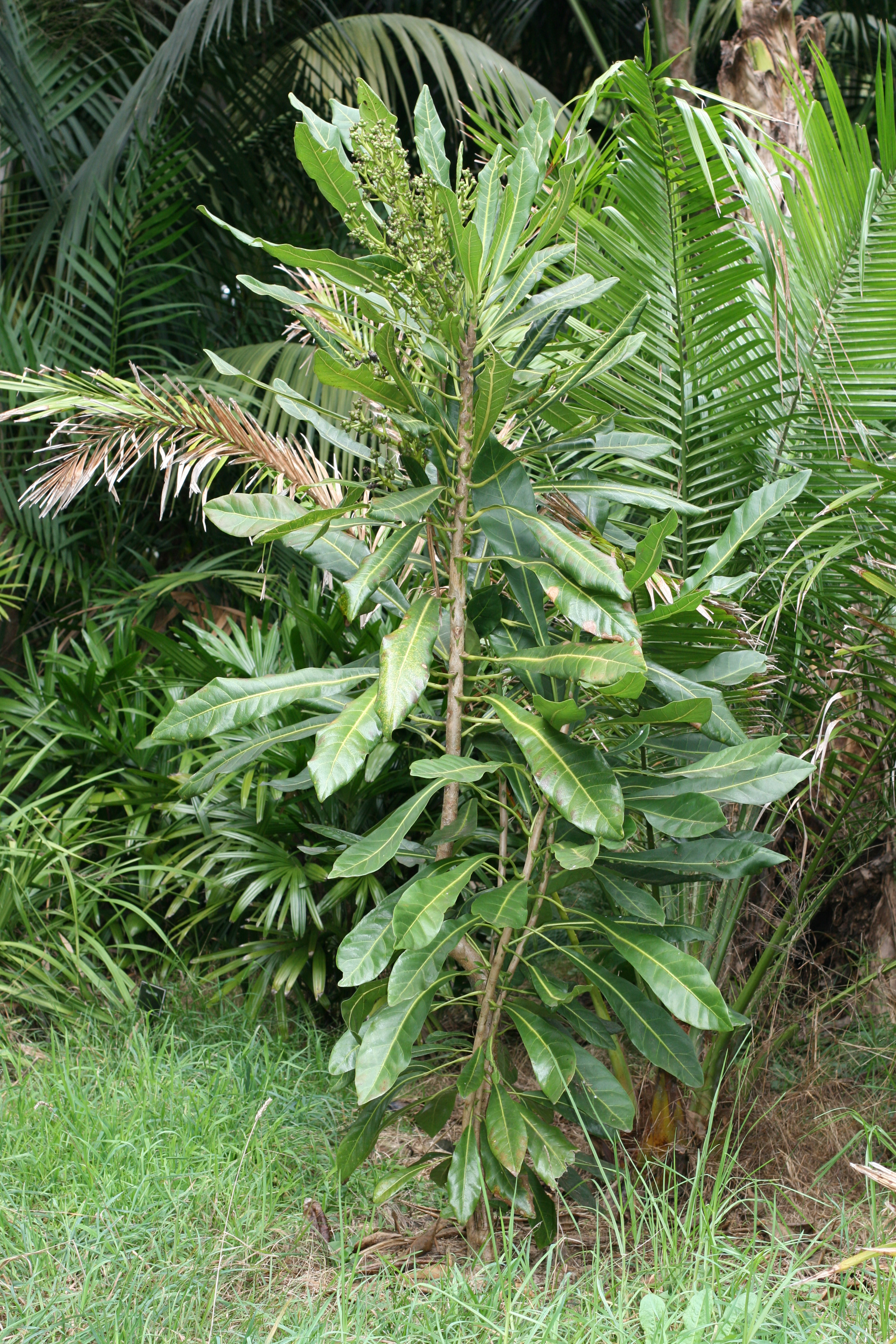
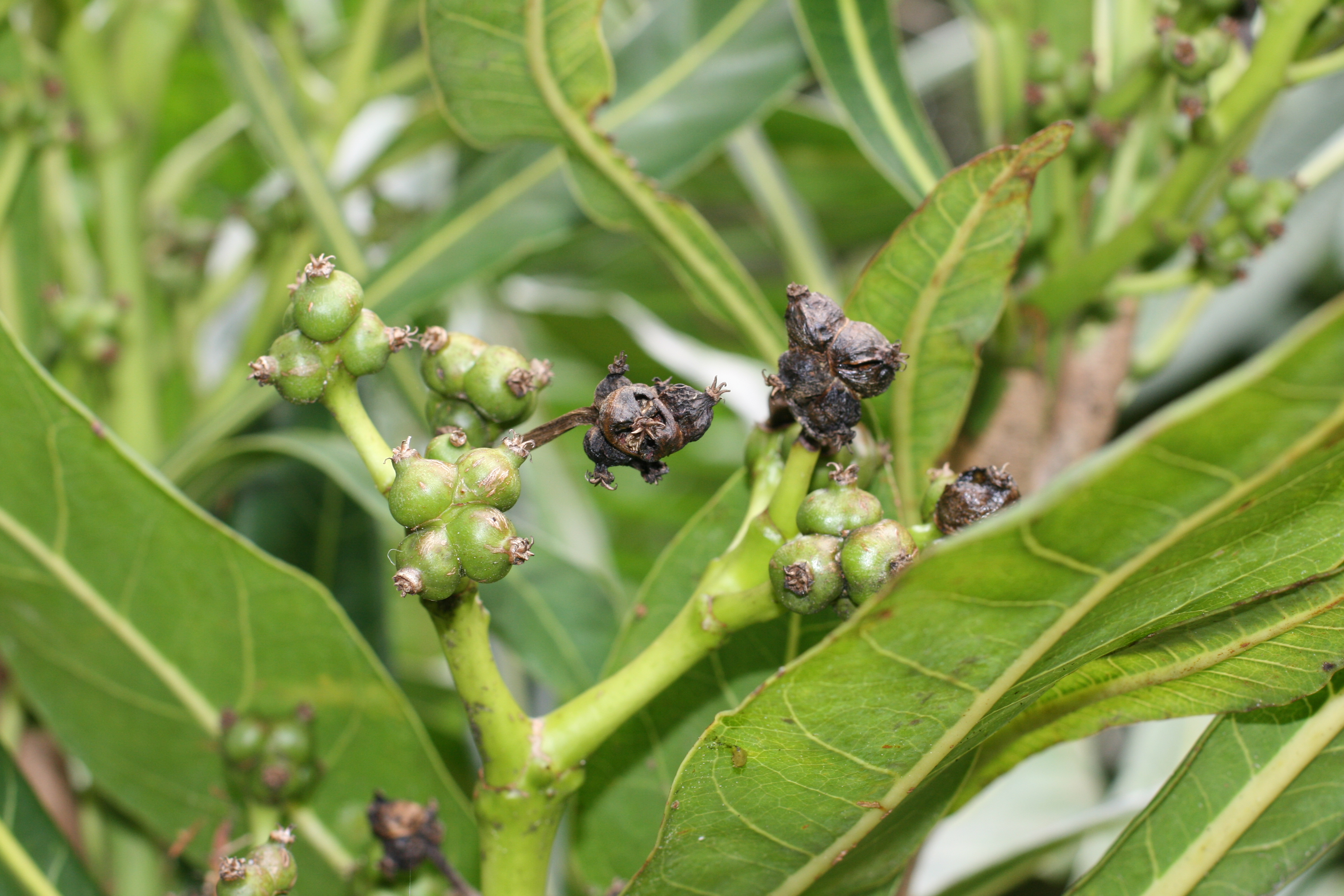
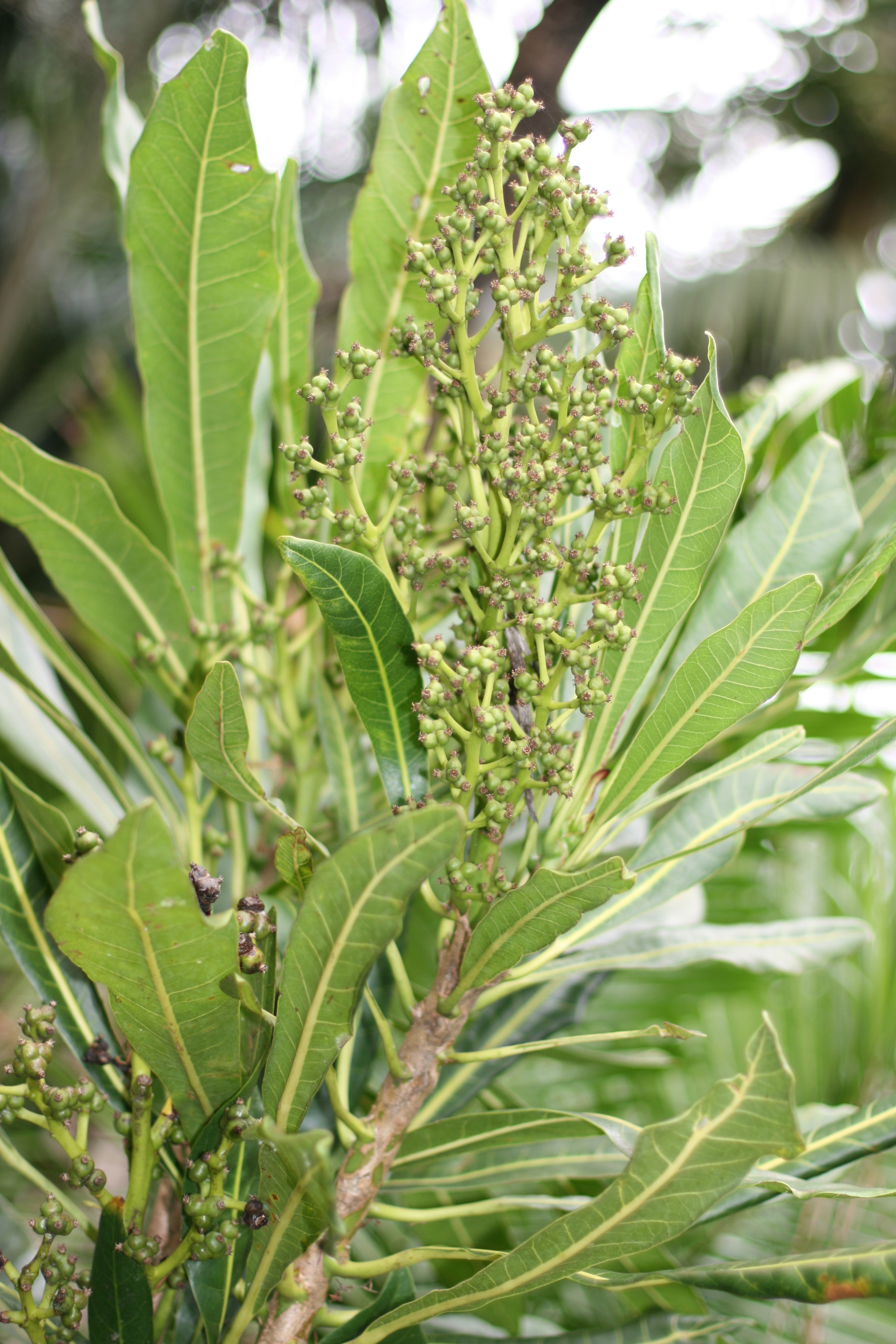
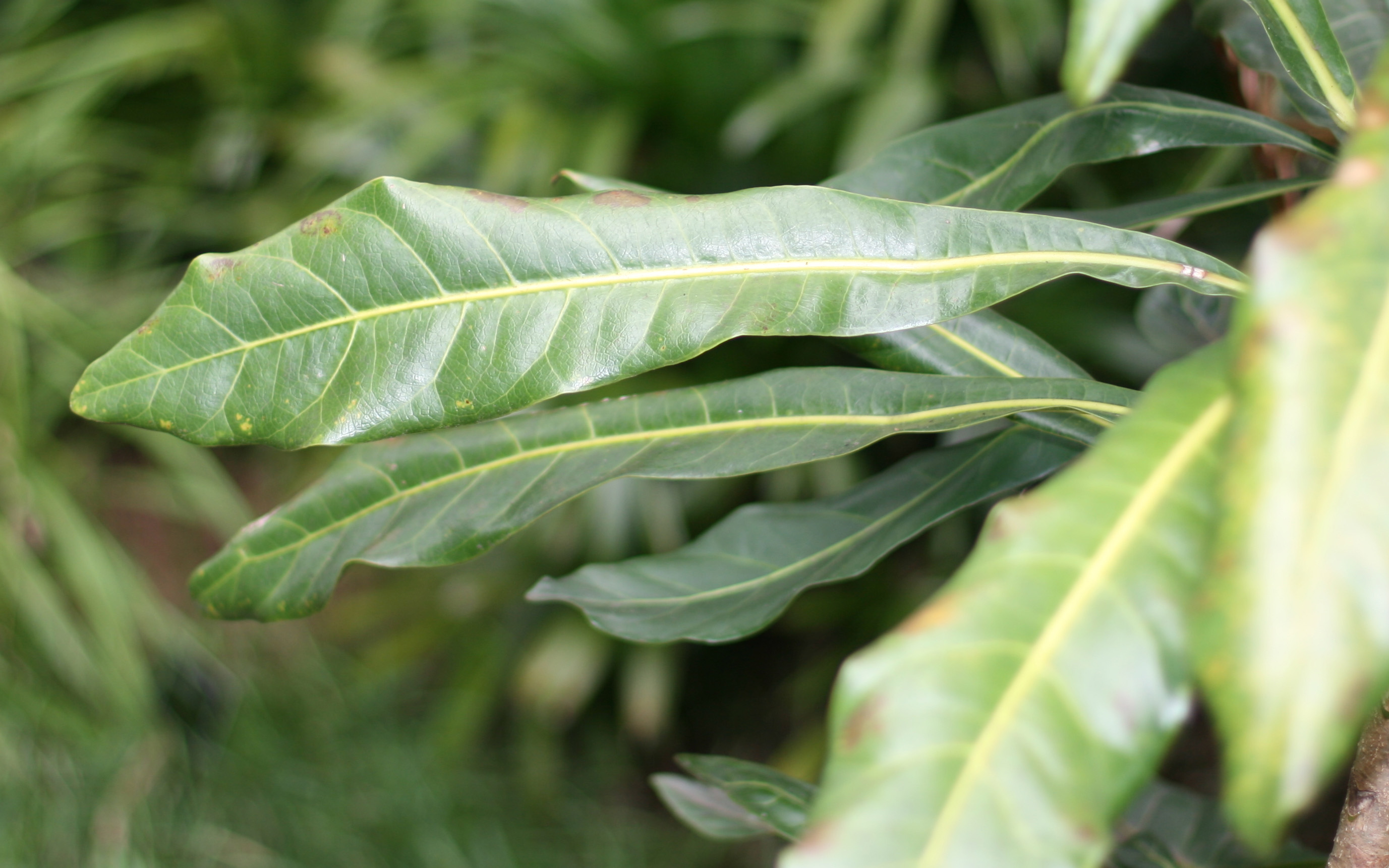